# Всё из-за Пита Тонга
«Всё из-за Пита Тонга» (англ. It's All Gone Pete Tong) — британско-канадская драма 2004 года, рассказывающая о диджее, который полностью оглох, но сумел вернуться к своей профессии. Фильм выполнен в псевдодокументальном стиле, где комментаторами выступают реальные известные диджеи Пит Тонг, Карл Кокс, Tiësto, Пол ван Дайк и другие. Главные роли исполнили британский комик Пол Кей (диджей Фрэнки) и канадский комик — Майк Вилмот (агент диджея Фрэнки).
Фильм имеет 11 наград, в том числе приз кинофестиваля в Торонто, и 9 номинаций.

## Название
Оригинальное англоязычное название фильма «It’s All Gone Pete Tong» является кокни-рифмовкой и означает «it’s all gone bit wrong», а на русский язык переводится как «Всё пошло наперекосяк».

## Сюжет
Фрэнки Уайлд — известнейший диджей на клубном курорте Ибице. У него контракт с крупным лейблом звукозаписи, его лицо на обложках авторитетных клубных журналов, он участник известных клубных теле- и радиошоу. У Фрэнки шикарная вилла на берегу моря и жена-модель Соня, с которой он познакомился на съёмках своего первого видеоклипа. Он живёт бесконечными вечеринками, беспорядочным сексом и наркотическим опьянением. Все финансовые и организационные вопросы Фрэнки решает его агент Макс Хэггэр.
Однажды Фрэнки замечает, что у него ухудшается слух. Но выступления расписаны надолго вперёд, а лейбл требует новых революционных записей, над которыми он работает с парой австрийских металлистов. Так что Фрэнки игнорирует внезапно возникшую проблему и продолжает прежнюю жизнь. И всё же ухудшающееся здоровье Фрэнки становится заметным окружающим — клабберы прогоняют его со сцены, коллеги критикуют, а агент от этого просто в бешенстве.
Фрэнки вынужден пойти к врачу, который в свою очередь констатирует, что тот полностью оглох на одно ухо, а другое окончательно перестанет слышать совсем скоро. Чтобы как можно дольше сохранить слух, Фрэнки должен немедленно отказаться от музыки и бросить наркотики. Он это игнорирует и окончательно глохнет.
Глухого диджея бросают его агент Макс и жена Соня. Пытаясь вылечиться, Фрэнки на несколько месяцев запирается в своей вилле, которую он звукоизолирует, и где он только ест и употребляет наркотики, пытаясь таким образом дать отдохнуть ушам. Поняв, что это ему не поможет, Фрэнки пытается «разбудить» слух, для чего привязывает к голове фейерверки, но вовремя осознаёт опасность и спасает себе жизнь в бассейне.
В момент озарения он выбрасывает наркотики в унитаз и отправляется в школу для глухих, где знакомится с глухой учительницей Пенелопой. Она учит его читать по губам, у них завязываются близкие отношения. Спустя время Фрэнки осознаёт, что может чувствовать музыку через вибрации от акустики и осциллограф. Дома он записывает микс и передаёт его Максу. Агент оказывается в полном восторге и уговаривает Фрэнки вернуться на сцену.
Публика на ура воспринимает возвращение глухого диджея, но тот со своей новой подругой исчезает после первого же выступления. В конце показывают Фрэнки и Пенелопу с ребёнком, и как Фрэнки учит чувствовать музыку других глухих детей.

## В ролях
| Актёр           | Роль                                   |
| --------------- | -------------------------------------- |
| Пол Кэй         | Фрэнки Уайлд (глухой диджей)           |
| Беатриз Батарда | Пенелопа (учительница чтения по губам) |
| Кейт Магован    | Соня (жена Фрэнки)                     |
| Майк Вилмот     | Макс Хэггэр (агент Фрэнки)             |